# 短葶无距花
短葶无距花（学名：[Stapfiophyton breviscapum] 错误：{{Lang}}：文本有斜体标记（帮助））为野牡丹科无距花属下的一个种。

## 扩展阅读
- 維基物種上的相關：短葶无距花